# Phyllomedusa megacephala
Phyllomedusa megacephala là một loài ếch thuộc họ Nhái bén.
Đây là loài đặc hữu của Brasil.